# Juquitiba
Juquitiba es un municipio brasileño del estado de São Paulo. Posee la mayor extensión de Mata Atlántica preservada en la Región Metropolitana de São Paulo y es muy rico en recursos hídricos. Su población es de 28.737 habitantes, distribuida en una superficie de 5,6 km². Es un municipio con gran potencial para el ecoturismo y el turismo de aventura.

## Topónimo
"Y-ku-tiba" es un término de origen tupi, que significa "tierra de muchas aguas". Se cree que recibió este nombre debido a la gran qcantidad de nacimientos de agua que existen en la comarca, que además es muy lluviosa por su ubicación serrana.

## Historia
Anteriormente era conocido como Capela Nova da Bela Vista do Juquiá, fundada por Manoel Jesuíno Godinho y su esposa, que donaron un lote de terreno para construir una capilla en homenaje a Nuestra Señora de los Dolores (patrona y protectora de Juquitiba). En el área donada a la Iglesia se incentivó, desde 1920, mediante la entrega gratuita de madera, la construcción de las casas que formaron el primer agrupamiento poblacional. En 1903, el ingeniero Henrique Boccolini había proyectado un ferrocarril para ligar São Paulo y Santo Antonio do Juquiá, pasando por Capela Nova y estableció ahí la sede de la Empresa de Colonização Sul-Paulista que fundó.
En la década de 1950 se hizo un trazado para la construcción del ferrocarril que iba a unir São Paulo con Curitiba, realizado por el ingeniero Álvaro Boccolini, quien embelesado con el paisaje consiguió registrar un lote para construir su propia vivienda, la cual aun existe.
Con los rumbos tomados por el gobierno de Juscelino Kubitschek, automovilístico envés del ferroviario, la ruta original del ferrocarril fue utilizada para construir una carretera, primero denominada BR-2 y desde 1970, BR-116, cque en la región y hasta el límite con Paraná se denomina Rodovia Federal Régis Bittencourt. Entretanto, Juquitiba se convirtió en municipio en 1964, vuando se separó de Itapecerica da Serra.Actualmente, Juquitiba es un polo turístico, ecológico y de aventura del estado de São Paulo

## Geografía
Limita por el occidente con Ibiúna; por el nororiente con São Lourenço da Serra y Embu-Guaçu; por el oriente con São Paulo; por el suroriente con Itanhaém; y por el sur con Pedro de Toledo y Miracatu.

### Hidrografía
Juquitiba está en una región rica en nacimientos, ríos y riachuelos. El municipio posee represas y muchas cataratas, como las del Engano, França y Monjolo, además de diversos ríos y arroyos con aguas cristalinas. La ciudad está protegida por la Ley de Manantiales. En el municipio pueden encontrarse los siguientes accidentes hidrográficos:
- Río Juquiá
- Río São Lourenço
- Ribeirão das Capivaras
- Ribeirão das Laranjeiras
- Ribeirão dos Cuiabas
- Represa Cachoeira do França

### Relieve
Región montañosa con altitud media de 685 m s. n. m. El punto más alto queda en el Barrio de las Laranjeiras (900 metros) y el más bajo en el Barrio del Engaño (550 metros).

### Clima
El clima de la región es subtropical Tiende a ser moderadamente frío y lluvioso, debido a la localización geográfica en la Serra do Mar. La temperatura media anual es de 18 °C.

### Vegetación
Municipio dominado por inmensos trechos de Mata Atlántica preservada, lo cual le da gran valor ambiental. Posee fauna y flora típicas de su bioma, incluyendo especies en riesgo de extinción. Incluye áreas del Parque Estadual da Serra do Mar y del Parque Estadual do Jurupará, grandes reservas de Mata Atlántica preservada en el Brasil.

## Carreteras
Principal acceso: BR-116 (Rodovia Régis Bittencourt), estando el portal de la ciudad localizado en el kilómetro 326.

## Turismo
Juquitiba se destaca por la práctica del ecoturismo y el turismo de aventura. Situada apenas a 70 km de la capital paulista, ofrece contacto con grandes áreas de Mata Atlántica conservada y la práctica de diversos dsportes de aventura, como el rafting en el río Juquiá; arborismo, trekking, tirolesa y kayak, entre otros. Muchos turistas acuden a la ciudad para visitar sus caídas de agua. Existen hostales, posadas y lugares para acampar.